# نوقات
نوقات (به قرقیزی: Ноокат، نووقات) یک روستا در قرقیزستان است که در استان اوش واقع شده‌است.

## خصوصیات
نوقات  ۱۴٬۳۷۱ نفر جمعیت دارد و ۱٬۲۹۶ متر بالاتر از سطح دریا واقع شده‌است.